# Eephus, le dernier tour de piste
Pour plus de détails, voir Fiche technique et Distribution.
Eephus, le dernier tour de piste est un film dramatique américain réalisé par Carson Lund et sorti en 2024,.
Le titre fait référence au lancer Eephus, plusieurs fois évoqué dans le film.

## Synopsis
Dans les années 1990, des joueurs amateurs du Massachusetts jouent leur dernier match de baseball avant la disparition du terrain qui doit être utilisé pour la construction d'un nouvel établissement scolaire.

## Fiche technique
Sauf indication contraire, les informations mentionnées dans cette section peuvent être confirmées par les bases de données cinématographiques IMDb et Allociné,  présentes dans la section « Liens externes ».
- Titre original : Eephus
- Réalisation : Carson Lund
- Scénario : Carson Lund, Michael Basta et Nate Fisher
- Musique : Jonathan Davies
- Décors : Eddie Averill
- Costumes : Erik Lund
- Photographie : Greg Tango
- Son : Michael Basta et Carson Lund
- Montage : Carson Lund
- Production : Michael Basta, David Entin, Carson Lund et Tyler Taormina
  - Coproduction : Ola Byszuk, Gabe Klinger, Michael Richter et Kyle Stroud
  - Production déléguée : Jim Christman, Brian Clark, Ashish Shetty et Michael Tonelli
  - Production associée : Tim Bonin, Kevin Fisher, Steve Galbraith, Krista Minto et David Sabot
  - Assistant de production : Kaila Reed et Oliver Toy
- Sociétés de production : A Major Production, ColdFeet Films, Through the Lens Entertainment, Nord-Ouest Films et Omnes Films
- Sociétés de distribution : Capricci Films
- Pays de production :  États-Unis
- Langue originale : anglais
- Format : couleur
- Genre : Drame
- Durée : 98 minutes
- Dates de sortie :
  - France : 19 mai 2024 (Festival de Cannes) ; 1er janvier 2025 (sortie nationale)
  - États-Unis : 2 octobre 2024 (New York) ; 7 mars 2025 (sortie nationale)
  - Canada : 5 octobre 2024 (Vancouver)

## Distribution
- Keith William Richards : Ed Mortanian
- Bill Lee : Lee
- Cliff Blake : Franny
- Keith Poulson : Derek DiCapua
- Conner Marx : Cooper Bassett
- Theodore Bouloukos : Chuck Poleen
- Conner Marx : Cooper Bassett
- Jeff Saint-Dic : Preston Red
- Paul Kandarian : Clark
- Stephen Radochia : Graham Morris
- Kate Fischer : Merritt Nettles
- Joe Castiglione (en) : Mr. Mallinari
- Frederick Wiseman : Branch Moreland (voix à la radio)
- Wayne Diamond (en)